# Hydrangea mathewsii
Hydrangea mathewsii là một loài thực vật có hoa trong họ Tú cầu. Loài này được Briq. mô tả khoa học đầu tiên năm 1919.